# FC Le Mont
El FC Le Mont es un equipo de fútbol de Suiza que juega en la Challenge League, la segunda liga de fútbol más importante del país.

## Historia
Fue fundado el 1 de julio del año 1942 en la ciudad de Le Mont-sur-Lausanne y han vagado por los niveles amateur de Suiza hasta que en la temporada 2014/15 jugarán en la Challenge League pos primera vez en su historia.

## Palmarés
- 1. Promotion liga: 1

2013/14
- 1. Promotion liga Grupo A: 1

2008/09

## Jugadores destacados
| - Mansour Belhadi - Hicham Bentayeb - Omar Benyamina - Christophe Guemoun - Mourad Kandil - Nassim Zidane - Vahid Kujovic - Ange N'Silu - Biselenge Yenga - Karim Benslimane - Yane Bugnard - Rene Cadet - Daniel Deves - Stephen Guepie - Isaac Philippe - Olivier Weszeli | - Tihomir Ivanovski - Mamadou Diawarra - Azzedine Hatim - Yves Adidiema Okeke - Víctor Diogo - Mohamed Lamine Cisse - Fodé Diao - Thomas Häberli - Thierry Ebe - Renatus Boniface Njohole - Morad Boutafenouchet - Aissam Hamdaoui - Toumy Trabelsi - Youssef Wissam - Burak Demircan |

## Entrenadores destacados
- Serge Duperret
- Diego Sessolo
- Raphael Tagan